# Giuseppina Medori
Giuseppina Medori, o Josephine i nascuda Josepha Wilmot (Foligno, 12 de setembre de 1827 − Brussel·les, 3 de desembre de 1906) va ser una soprano italiana d'origen belga.
El 1845 va cantar a Nàpols. Entre 1852 i 1858 estava a Viena. Verdi la va triar com a Leonore a Il trovatore i com a Violetta a La traviata per a la seva estrena a París. Va protagonitzar a l'Acadèmia de Música de Nova York les temporades 1862-1863 i 1863-1864 Norma, Ernani, Faust, Don Giovanni, Il trovatore, i altres). En la seva representació de Lucrezia Borgia, Walt Whitman va escriure que Medori tenia "una veu que et fa contenir la respiració amb sorpresa i delit ... que s'aboca com un riu embravit".
Va crear el paper de Margherita a Margherita Pusterla de Giovanni Pacini. Va actuar al Gran Teatre del Liceu de Barcelona i al Teatre Colón de Buenos Aires.